# Ткачишин-Дыцкий, Эугениуш
Эуге́ниуш Ткачи́шин-Ды́цкий (пол. Eugeniusz Tkaczyszyn-Dycki, 12 ноября 1962, дер. Вулька Кровицка, около Любачува) — польский поэт.

## Биография
Как пояснил поэт в книге Imię i znamię  (2011, s. 56), его отец был ярым польским националистом, а родственники по материнской линии в годы войны состояли в УПА, затем принадлежали к украинскому националистическому подполью. Бабушка и мать были выселены в ходе операции Висла из-под Любачува в Мазурию (Круклянки около Гижицко), мать, принадлежавшая к униатам,  приняла католичество. В семье говорили на деревенском польском (так называемом хохляцком) языке, прошлое родителей не обсуждалось.
Эугениуш окончил филологический факультет Университета Марии Кюри-Склодовской в Люблине. Живет в Варшаве.

## Творчество и признание
Лирика Ткачишина-Дыцкого,  в развитие традиций польского барокко (Миколай Семп Шажинский) своеобразно соединяющая магию и юмор, удостоена премий Барбары Садовской, Казимеры Иллакович, премии «Гдыня» (дважды), премии Хуберта Бурды молодым поэтам (2007) и др.
В 2009 году стал лауреатом крупнейшей литературной премии Нике.
Стихи Ткачишина-Дыцкого выходили книгами в переводах на английский, немецкий, итальянский, словенский языки.
В октябре 2013 в рамках международного проекта Послы поэзии выступал с чтением своих стихов в Москве ().

## Сборники стихов
- Заплачки и другие стихотворения/ Nenia i inne wiersze (1990)
- Peregrynarz (1992)
- Młodzieniec o wzorowych obyczajach (1994)
- Liber mortuorum (1997)
- Przewodnik dla bezdomnych niezależnie od miejsca zamieszkania (2000)
- Przyczynek do nauki o nieistnieniu (2003)
- История польских семей/ Dzieje rodzin polskich (2005)
- Piosenka o zależnościach i uzależnieniach (2008)
- Rzeczywiste i nierzeczywiste staje się jednym ciałem.111 wierszy (2009)
- Именем и знаменем/ Imię i znamię (2011)
- Podaj dalej (2012)

## Сводные издания
- Kamień pełen pokarmu. Księga wierszy z lat 1987—1999 (1999)
- Daleko stąd zostawiłem swoje dawne i niedawne ciało (2003)
- Poezja jako miejsce na ziemi, 1988—2003 (2006)
- Oddam wiersze w dobre ręce. (1988-2010) (2010)

## Публикации на русском языке
- Стихи из книги «История польских семей» / Пер. Натальи Горбаневской// Новая Польша, 2006, № 1
- Стихи / Пер. Бориса Дубина // Иностранная литература, 2006, № 8, с.164-166
- Реальное и нереальное становится одной плотью / Пер. Льва Оборина // Рубеж, 2010, № 10.